# Tilxanzir
 (juillet 2014).
 (juillet 2016).
Si vous disposez d'ouvrages ou d'articles de référence ou si vous connaissez des sites web de qualité traitant du thème abordé ici, merci de compléter l'article en donnant les références utiles à sa vérifiabilité et en les liant à la section « Notes et références ».
Tilxanzir est un village de Syrie dans le gouvernorat de Hassaké près de la ville de al-Malikiyah (ou Dayrik)

## Géographie
Le village est situé à 150 m au niveau de la mer. Tilxanzir se situe à 2 km de la frontière avec l'Irak. Sa population est de 650 habitants.
Le village est divisé en deux parties : Tilxanzir nord (Jerin) et Tilwanzir sud (Jorin).

## Population
Les habitants de Tilxanzir sont majoritairement des Kurdes.

## Économie
Dans le village, les villageois cultivent le coton et le blé ainsi que les olives.

## Climat
Tilxanzir est situé dans un climat désertique et aride. En été, la température peut atteindre parfois 45 degrés.